# Oryol (tỉnh)

Hiệu kỳ

Oryol Oblast (tiếng Nga: Орло́вская о́бласть, Orlovskaya oblast) là một chủ thể liên bang của Nga (một tỉnh). Trung tâm hành chính là thành phố Oryol.

## Liên kết
Tư liệu liên quan tới Oryol Oblast tại Wikimedia Commons
- (tiếng Nga) Official website of Oryol Oblast Lưu trữ ngày 22 tháng 8 năm 2008 tại Wayback Machine
- (tiếng Anh) Overview of Oryol Oblast (Kommersant newspaper)